# レオニヌス
レオナン（Léonin、またはラテン語でレオニヌス（Leoninus））は、ポリフォニックなオルガヌムの作者として、歴史上最初に名を残した人物。12世紀にパリのノートルダム大聖堂で活躍した。
ノートルダム大聖堂に学んだイングランド出身の音楽理論家「第4の無名氏 Anonymous IV 」によると、レオナンは『オルガヌム大全 Magnus Liber Organi』の著者であるという。『オルガヌム大全』は、クラウズラ（グレゴリオ聖歌のメリスマ的な部分を、速度を大幅に落として定旋律に利用し、その上声部に速い動きの対旋律をのせて作られたポリフォニー音楽）に捧げられている。恐らく最初にリズム・モードを用いた作曲家で、そのための記譜法を発明した人物とも見なされている。
『オルガヌム大全』は、典礼上の用途のために作成された。「第4の無名氏」によると、「レオニヌス師は最上のオルガヌム作曲家である。『オルガヌム大全』は、典礼のグラドゥアーレやアンティフォナのために書かれた」。また、「レオナンの作品を大幅に改良して、拡大させたのが、後世の作曲家ペロタンである」という。
『オルガヌム大全』の全曲が2声部で作曲されているものの、実際の演奏習慣がどんなものかだったのは、ほとんど分かっていない。この2声がどちらも必ずしも独唱者というわけではない。